# Radiospongilla sendai
Radiospongilla sendai är en svampdjursart som först beskrevs av Sasaki 1936.  Radiospongilla sendai ingår i släktet Radiospongilla och familjen Spongillidae. Inga underarter finns listade i Catalogue of Life.